# 長崎市立西泊中学校
長崎市立西泊中学校（ながさきしりつ にしどまりちゅうがっこう、Nagasaki City Nishidomari Junior High School）は、長崎県長崎市西泊町にある公立中学校。略称「西泊中」（にしどまりちゅう）。

## 概要
歴史
1947年（昭和22年）の学制改革（六・三制の実施）により、新制中学校として開校した。2017年（平成29年）に創立70周年を迎えた。
校訓
「感動・創造・共生」- 2012年（平成24年）に新しく制定された。
校章
校名の「西」を図案化したものを背景にして、中央に「中」の文字を置いている。
校歌
作詞は島内八郎、作曲は木野普見雄による。歌詞は3番まであり、各番に校名の「西泊」が登場する。
愛唱歌
2008年（平成20年）に制定。タイトルは「海が見える教室」。作詞・作曲ともにヒロ・ヤマモトによる。
校区
長崎市立小榊小学校区。

## 沿革
- 1947年（昭和22年）
  - 4月1日 - 学制改革（六・三制の実施）が行われ、「長崎市立木鉢中学校」（新制中学校）が発足。11学級編成。
  - 7月 - 本校を長崎市立立神小学校に、分校を長崎市立小榊小学校と長崎市立神ノ島小学校に設置。
- 1948年（昭和23年）10月 - 「長崎市立西泊中学校」（現校名）に改称。
- 1949年（昭和24年）3月 - 本校を西泊校舎に設置し、一部の生徒を移転。
- 1972年（昭和47年）5月 - 現在地に新校舎が完成し、移転を完了[3]。
- 1993年（平成5年）12月 - コンピュータ室を設置。
- 2001年（平成13年）8月 - 校舎大規模改修が完了。
- 2008年（平成20年）3月26日 - 愛唱歌を制定。
- 2012年（平成24年）4月 - 新校訓「感動・創造・共生」を制定。

## 部活動
運動部
- 野球部
- サッカー部
- 水泳部
- バレーボール部
- バドミントン部

文化部
- 文化部部

## 部活動の戦歴
※水泳部 H28 県中総体メドレーリレー出場
※ 空手道 H27、28、29、30 県中総体出場
※ 空手道 H27、R01 長崎県新人大会優勝（団体組手）
※ 空手道 H27、28 全国選抜大会出場（組手 形）
※ 空手道 R01 全国中学生選手権大会出場（組手）

## アクセス
最寄りのバス停
- 長崎バス 「西泊中学校前」バス停（日曜日の午前中だけの運行。1日に2本しか運行していない。2017年現在）

最寄りの国道・県道
- 長崎県道236号神ノ島飽ノ浦線
- ながさき女神大橋道路（長崎県道51号長崎南環状線）木鉢IC

## 周辺
- 女神大橋
- 長崎市民木鉢プール

## 関連事項
- 長崎県中学校一覧